# Elachista istanella
Elachista istanella is een vlinder uit de familie grasmineermotten (Elachistidae). De wetenschappelijke naam is voor het eerst geldig gepubliceerd in 1987 door Nielsen & Traugott-Olsen.
De soort komt voor in Europa.